# From ARGONAVIS
from ARGONAVIS（フロム アルゴナビス）は、ボーイズバンドをテーマとしたブシロードのメディアミックスプロジェクト。
プロジェクト開始から2021年11月22日までは「ARGONAVIS from BanG Dream!」の名称で『BanG Dream!プロジェクト』の派生作品だったが、現在は独立した作品として展開している。

## 概要
『BanG Dream! プロジェクト』にて原作やストーリー原案などを務める中村航が『アルゴナビスプロジェクト』においてもストーリー原案と一部楽曲の作詞を担当。また、世界観やキャラクター設定、アニメや舞台の脚本などを毛利亘宏、キャラクター原案を漫画家・イラストレーターの三好輝が担当する。
Argonavisの出身地である北海道函館市をはじめ、ほとんどのキャラクターが関東地方以外の出身であり、出身地に紐付いた様々なコラボが実施されている。アプリ『AAside』では、各キャラクターが東京に集まり、物語がスタートする。
プロジェクトのファンは「ナビゲーター」（略称「ナビ」）と呼ばれ、オフィシャルファンクラブなどの名称にも反映されている。
プロジェクトのコンセプトのひとつは「泥臭さ」。ファンとともに「今できること」を積み上げ、夢に向かっていく姿を描くことを重視している。

### メディアミックス
アニメやゲーム、キャストによるライブ・舞台、コミカライズ、YouTube上での動画企画・ボイスドラマなど、様々なメディアミックスを展開している。主要キャラクターはどのメディアにおいても同じキャストが演じている。
TVアニメの物語の続きをアプリ『AAside』で楽しめる、アプリ『キミステ』の前日譚を舞台第2作で上演するなど、各メディアで世界観・時系列が共有されている。同じ物語を違う構成・切り口で描く（TVアニメ→劇場版/舞台）、展開が一部変更される（コミカライズ）場合もある。

### リアルバンド
同じブシロードのバンドプロジェクトである『BanG Dream!プロジェクト』と同じく、各キャラクターの担当声優によるバンドが結成されており、キャラクターの担当楽器を実際に演奏し、ライブ活動などを行う。
『Argonavis（アルゴナビス）』、『GYROAXIA（ジャイロアクシア ）』の2バンドが活動している。キャストが"キャラクターとして"ステージに立っているため、「キャラクターのバンドのライブ」に実際に行く疑似体験ができる。
また、『Fantôme Iris（ファントムイリス）』、『風神RIZING!（フウジンライジング！）』、『εpsilonΦ（イプシロンファイ）』、『ST//RAYRIDE（ストレイストライド）』は「ボーカルを務める声優+プロミュージシャンによるサポートメンバー」によるバンドで、同様に"キャラクターとして"ライブを行う。

### 音楽プロジェクト
「キャラクターありきのキャラクターソング」として楽曲の幅を狭めることをせず、良い楽曲を生み出すための「音楽ありき」のコンテンツとして制作されている。音楽プロデューサーの北岡は例としてArgonavis「ゴールライン」のキーの高低差、GYROAXIA「MANIFESTO」のラップやシャウトなど、ボーカルの技術力が求められる楽曲を挙げている。
アルバムはバンドごとに制作されており、制作されたオリジナル楽曲は130曲を超えている。また、『BanG Dream!プロジェクト』と同じくカバー楽曲も多数制作され、カバー楽曲のみを披露するライブなども行われている。
Argonavisの伊藤・日向が本来アコースティックギターの奏者であることを活かしたアコースティックライブも頻繁に行われており、全国を回ることを目標にしたツアーを不定期に行っている。
楽曲提供アーティストであるセンチミリメンタルやSHiNNOSUKE（ROOKiEZ is PUNK'D/S.T.U.W）、ASH DA HEROらを招いたライブ、同じバンドプロジェクトである「バンドやろうぜ!」との対バンなど、プロジェクト外のゲストを交えたライブも行っている。

## 運営体制

### プロジェクトスタッフ
- 企画・原作 - ブシロード
- ストーリー原案 - 中村航
- 世界観・キャラクター設定 - 毛利亘宏
- キャラクター原案 - 三好輝
- 音楽プロデューサー - 北岡那之
- 音楽制作 - ブシロードミュージック、アップドリーム

### BanG Dream!シリーズとの関わり
『BanG Dream!』シリーズのスピンオフとしてスタートし、『ARGONAVIS from BanG Dream!』として運営されていた。企画当初からテレビアニメ『BanG Dream!』シリーズ及びアプリゲーム『バンドリ！ ガールズバンドパーティ！』とは世界観が異なり、キャラクター同士の関わりもない。
2021年11月23日、「『BanG Dream!』の名前を借りている状態から脱却したい」とし、プロジェクト名を『from ARGONAVIS』へと変更。改名後も『BanG Dream!プロジェクト』とは「今まで通りの関係性」を継続している。
リアルライブにおいては何度か共演が行われている。

### 運営体制の変遷
2022年2月1日、株式会社「アルゴナビス」を設立。ブシロードとブシロードミュージックから共同新設分割方式で起業された。また、翌2月2日付でブシロード直接保有100%子会社となる。
ブシロードの各部署にいたプロジェクトスタッフを集め、専属運営を行っていた。「プロジェクトに割ける時間が増え、コンテンツの質にも変化が出ることが期待できる」、「ファンがプロジェクトの先行きを不安に思わないために」などの意図から設立された。
2023年5月10日、木谷高明の後任として、プロジェクト初期から音楽プロデューサーを務める北岡那之が代表取締役社長に就任した。
2024年7月1日付で、業務効率化のため、株式会社アルゴナビスはブシロードミュージックが吸収合併し解散することとなった。専属運営は解消されるが、主なスタッフは合併後も引き続きアルゴナビスプロジェクトの運営に携わる。

## 歴史
メディアミックス展開について記載。

### 2018年
- 5月12日 - 「BanG Dream!」の男性バンドプロジェクト「ARGONAVIS from BanG Dream!」の始動とバンド「Argonavis」の結成を発表。
- 9月15日 - 『Argonavis 0-2nd LIVE -始動-』にてキャラクター名とシルエットが公開[7]。
- 12月10日 - 『Argonavis 0-BEYOND LIVE -始動-』にてプロジェクトスタッフ、キャラクターデザインが発表。バンド「Argonavis」として5人態勢での活動が正式に開始[23]。

### 2019年
- 5月17日 - 『BanG Dream! Argonavis 1st LIVE』にて、ミュージックビデオの制作やコミカライズ連載の開始が発表[24]。
- 11月5日 - 「ARGONAVIS プロジェクト発表会」を開催。新バンド「GYROAXIA」「Fantôme Iris」、TVアニメ化、アプリゲーム化が発表される[25]。
- 11月8日 - 『月刊ブシロード』にて、SDキャラクターによる4コマ漫画『ぷちゴナビス』、Argonavisメンバーのライブシーンを描いたイラストストーリーが連載開始[26]。

### 2020年
- 1月12日 - 「AAside新春スペシャル生放送」を放送。新バンド「風神RIZING！」が公開された[27]。
- 1月15日 - 「ゴールライン」のアニメーションミュージックビデオが収録されたミニ・アルバム「VOICE/MANIFESTO」が発売。制作はサンジゲン、監督は梅津朋美。
- 2月15日 - 「AAside バレンタインスペシャル生放送」を放送。新バンド「εpsilonΦ」が公開された。
- 3月13日 - WEBラジオ番組『アルゴナビス from BanG Dream! AAside ラジオ・ロワイヤル・フェス』が配信開始。
- 4月11日 - テレビアニメ『アルゴナビス from BanG Dream!』が放送開始[25]。
- 6月4日 - JUMP j BOOKSより『ARGONAVIS from BanG Dream! 目醒めの王者』が発売。
- 8月11日 - 『少年ジャンプ+』にて、漫画『ARGONAVIS from BanG Dream!』が連載開始[28]。
- 10月12日 - ラジオ番組『ARGONAVIS ナビゲーターラジオ』が放送開始。

### 2021年
- 1月14日 - スマートフォン用ゲームアプリ『アルゴナビス from BanG Dream! AAside』が配信開始[注 4][30]。
- 6月24日 - 27日 - 舞台『ARGONAVIS the Live Stage』がシアター1010で開催[31]。
- 8月13日 - コミブシWEBにて『アルゴナビス from BanG Dream! AAside ファントムごはん』が連載開始。
- 11月19日 - 『劇場版アルゴナビス 流星のオブリガート』が公開。
- 11月23日 - プロジェクト名を「ARGONAVIS from BanG Dream!」から「from ARGONAVIS」へと変更。

### 2022年
- 2月1日 - 株式会社ブシロード及び株式会社ブシロードミュージックが保有するプロジェクトに関する業務を「株式会社アルゴナビス」として分社化（共同新設分割）[32]。
- 2月26日〜5月22日 - CG STAR LIVE『L★R Rock Battle』がIKEBUKURO THEATER、UMEDA THEATER、ONLINE THEATERで開催。
- 10月6日 - ラジオ番組『from ARGONAVIS アルゴナビスラジオクルーズ supported by ヴァイスシュヴァルツブラウ』が放送開始。

### 2023年
- 2月18日 - 26日 - 舞台『ARGONAVIS the Live Stage2 ～目醒めの王者と恒星のプログレス～』を開催。
- 3月24日 - 新作映画『劇場版アルゴナビス AXIA』が公開。
- 5月10日 - 「from ARGONAVIS プロジェクト発表会 ～THANKS 5th NAVIVERSARY～」にて新バンド「ST//RAYRIDE」が発表された。

### 2024年
- 2月7日 - スマートフォン向けゲーム『アルゴナビス -キミが見たステージへ-』が配信開始[注 5][33]。
- 10月7日 - 『アルゴナビス -キミが見たステージへ-』のサービス終了と2025年内でのプロジェクトの無期限活動休止を発表[34]。

## ストーリー
多岐にわたるメディアミックスがされているが、大まかなストーリーの流れはひとつの時系列に統一されている。なお、複数のメディアで描かれた部分に関しては、メディアごとに描写が一部異なる場合がある。
また、『ぷちゴナビス』などのコミック作品は本編時系列とは異なる番外編的な物語として描かれているが、やんわりとどの時期のエピソードか示唆されている。

### あらすじ
函館にてArgonavisを結成
TVアニメ、劇場版『流星のオブリガート』、舞台第一弾『ARGONAVIS the Live Stage』など。
主人公・七星蓮が五稜結人に見出され、メンバーを集めてバンド・Argonavisを結成。さまざまな苦難を乗り越えながらメンバーの絆を深めていく物語。
ライバルバンド・GYROAXIA、そのボーカル・旭那由多との出会いも描かれる。
Argonavisやライバルバンドたちの上京
劇場版『AXIA』など。
東京で開催されるインディーズバンドの大会に参加するため、上京の準備を進める各バンドの様子が描かれる。
GYROAXIAは劇場版にて、上京直前に大きな危機を迎える様子が描かれた。
Fantôme Iris（名古屋）・風神RIZING！（長崎）・εpsilonΦ（京都）が、各地の代表として登場。
ライブ・ロワイヤル・フェスに参加
アプリ『AAside』など。
バンドの祭典「ライブ・ロワイヤル・フェス」へ、上記5バンドが出場。主催会社の支援の下で、東京でバンド活動をしていく物語。
音楽性も主義主張も異なる様々なバンド同士が出会うことで、運命が交錯していく人間ドラマが描かれる。
主なストーリーはYouTubeチャンネルにて公開されている。
自主活動に戻る
舞台『目醒めの王者と恒星のプログレス』、ボイスドラマ『レゾンデートル-啼泣の謌-』など。
「LRフェス」が中断され、ほとんどの出場バンドへの活動支援が断たれる形となり、各バンドが今後の活動について考えることになる。
各キャラクターの、音楽活動をしていく覚悟や決断が描かれる。
メジャーデビュー
アプリ『キミが見たステージへ』など。
レーベルに所属し、プロとして活動していく各バンドの様子が描かれる。ST//RAYRIDEがプロミュージシャンの先輩として新たに登場。

### 用語
ダックリバー社
世界三大レーベルのひとつに数えられる、大手レコード会社。宇治川紫夕の父・宇治川源が経営している。「LRフェス」参加バンドの活動を支援している。
ライブ・ロワイヤル・フェス
新進気鋭のインディーズバンドが世界進出をかけて出場するイベントで、通称「LRフェス」。ダックリバー社が運営している。本戦となる音楽フェス以外にも様々なライブやイベントを長期間行う。
Argonavisらが参加した回は、1st RoundをGYROAXIAが優勝したのち、総合優勝が決まることなく中止された。
それ以前にも開催されており、過去にはST//RAYRIDEの前身バンドが優勝した。
アポロレコード
ArgonavisとST//RAYRIDEが所属するレーベル。老舗で、古澤嘉寿樹が代表を務める。ベテランから新人まで幅広いアーティストが所属。
ドレッドノートミュージック
GYROAXIAとFantôme Irisが所属するレーベル。GYROAXIAの元マネージャー・摩周慎太郎が、大手IT企業を母体として立ち上げた。ハードロック系のバンドが所属する。
スカイフォックスレコード
風神RIZING！とεpsilonΦが所属するレーベル。宇治川紫夕が立ち上げ、ダックリバー社の元社長秘書である疎水実朝が代表を務める。他に所属アーティストはいない。
過去に同名のレコード会社が存在し、そちらは烏丸玲司の実父が経営していた。
超夢宙閃隊スターファイブ
Argonavis・七星蓮とεpsilonΦ・二条遥が愛好している子供向け特撮ヒーロー作品。TVアニメ第一話にて、蓮がカラオケで主題歌を歌っていたことが、バンドメンバーと出会うきっかけになった。ストーリー上でたびたび蓮が話題に出す。なお、アニメや舞台の脚本を担当する毛利亘宏は特撮作品の脚本で有名。

## 登場人物
声の項はアニメおよびゲーム、演の項は舞台版のキャストをそれぞれ示す。プロフィールは公式サイト出典。
また、アプリ『AAside』→『キミステ』で約1年が経過しているが、プロフィールには主に最新の情報を記載する。

### Argonavis
北海道函館市出身のロックバンド。イメージカラーは■VOYAGE BLUE（明るい青）。バンド名の由来は巨大な船の星座であるアルゴ座。メンバー全員が同い年。
上京後は下北沢の一軒家でルームシェアをしている。上京した日に拾ったポンスキーの男の子「ぽんちゃん」を飼っている。
ライブ・ロワイヤル・フェスの中止後は函館に戻るかどうかの決断を強いられるほどに追い詰められる。その後、結人の恩人・古澤のスカウトを受けて「アポロレコード」に所属し、プロデビュー。
| 名前/読み                 | 担当楽器   | 担当声優 | 学年      | 身長        | 体重      | 誕生日（星座）     |
| ------------------------- | ---------- | -------- | --------- | ----------- | --------- | ------------------ |
| ななほし れん 七星 蓮     | ボーカル   | 伊藤昌弘 | 大1 ↓ 大2 | 172cm       | 59kg      | 3月31日（牡羊座）  |
| ごりょう ゆうと 五稜 結人 | ギター     | 日向大輔 | 大1 ↓ 大2 | 181cm       | 70kg→71kg | 8月10日（獅子座）  |
| まとば わたる 的場 航海   | ベース     | 前田誠二 | 大1 ↓ 大2 | 175cm       | 64kg      | 4月22日（牡牛座）  |
| ききょう りお 桔梗 凛生   | キーボード | 森嶋秀太 | 大1 ↓ 大2 | 178cm       | 72kg      | 11月8日（蠍座）    |
| しろいし ばんり 白石 万浬 | ドラム     | 橋本祥平 | 大1 ↓ 大2 | 165cm→166cm | 51kg      | 12月14日（射手座） |

七星 蓮（ななほし れん）
声・演 - 伊藤昌弘 / 幼少期の声 - 仲田ありさ
学年：大学ニ年生 / 学部：法学部
好き：歌、ラッキーピエロのハンバーガー / 嫌い：夢を笑う人、寿司
本作の主人公。ボーカル担当。のびやかで力強く、かつ聴く人に寄り添う優しさがある歌声で、圧倒的な歌唱力とパフォーマンスが魅力。
子供の頃に見た野外ライブに衝撃を受けて以来、大きなステージに立つことを夢見る青年。
中学時代は合唱部に所属していたが、周囲との温度差から辞めてしまい、以降は一人で歌う。バンドに勧誘された際もそれを理由に断っていたが、誘われて嬉しかったことを自覚し、凛生の加入をきっかけに正式にメンバーとして加わる。
内気でコミュニケーションが苦手だが、大好きな音楽や歌、趣味の特撮ヒーローに対しては人一倍情熱を見せる。また、ライブに飛び入り参加する・させるなど、思いきった行動に出ることもある。
参加バンド同士で対決し頂点を決める「ライブ・ロワイヤルフェス」には、競うことを嫌い「出たくない」と出場を渋っていたが、他のバンドと関わるにつれ意識が変わっていく。
GYROAXIA・旭那由多の歌には「あの野外ライブ」以来の衝撃を受ける。そのライブの正体は那由多の父・伊龍恒河率いるバンド「SYANA」のステージ。
特撮に対してはオタク的な側面を持ち、同じく特撮オタクのεpsilonΦ・二条遥とその魅力を語りあっている。一方、好きなこと以外にはやや無頓着なところがあり、洋服も実家時代には母が、上京後は結人らが選んで買っている。また、視力が悪く大学入学以前は眼鏡をかけていた。
少し世間ずれしたところもあるが、朝7時に起き夜22時に寝る規則正しい生活をする、「やることがない」という理由で勉強するなど真面目な性格。ぽんちゃんを拾った張本人であることから、お世話も一番頑張っている。口癖は「うん」。

五稜 結人（ごりょう ゆうと）
声・演 - 日向大輔
学年：大学ニ年生 / 学部：文学部
好き：仲間、リボンナポリン / 嫌い：家族、鍋物
ギター担当。Argonavisのリーダー。
前向きな性格で、信条は「やってみなければ分からない」。行動力と熱意でバンドを引っ張っていく。
函館の名家に育ち、兄が二人いる。家族の優秀さにコンプレックスを抱いており、音楽に打ち込むことで逃避していた。バンド活動には反対されており、どうにか自分とArgonavisを認めさせたいと思っている。
高校入学とともに札幌でひとり暮らしを始め、GYROAXIAの賢汰、礼音と共にバンドを組んでいたが、那由多の加入後は彼の求める音楽に応えることができず、バンドを脱退する。函館に戻り、大学で出会った航海と共にバンドを始める。
高校時代の出来事を引きずり、自分のギターに自信を失くしてバンドを脱退しようとするなど、繊細な一面を持つ。ときには仲間に弱さを見せることもある。
アポロレコード代表の古澤と出会ったことがきっかけでバンドに憧れるようになった。
飼い犬のぽんちゃんに「みんなよりおやつをくれる」と思われており、甘やかしている様子。
実家で禁止されていた反動から、好物のリボンナポリンをはじめジャンクな味のものが好き。ひとり暮らし歴が長いため家事は大体こなせる。
プロデューサーの北岡は結人について「繊細な心を持ち、メンタルもブレる事が多いからこそリアルで、共感できるキャラクター」「現実に近い本作の世界観を体現している」と語っている。

的場 航海（まとば わたる）
声・演 - 前田誠二
学年：大学ニ年生 / 学部：文学部
好き：美しい言葉、スイーツ全般 / 嫌い：兄貴、辛いもの
ベース担当。美しい言葉が好きで、作詞を担当している。繊細な感性で魅力的な歌詞を書く。結人とともにArgonavisの結成メンバーで、Argonavisというバンド名を提案した。
釧路出身。父が船乗りで母も留守がちだったため、幼い頃は兄と一緒にいることが多かったが、両親の離婚により中学以降は離れて暮らしていた。元はベーシストだった兄の影響で、ベースを始めた。
性格は至って慎重で、ネガティブな発言が多いが、相手を慮ってのこと。突っ走りがちな結人を冷静に支えている。凛生とは作詞・作曲を担当する者同士で意見を戦わせることもあるが、作るものには信頼を置いている。作業に集中するあまり寝落ちする、鍋料理しか作れないなどやや大雑把な側面もある。
別離の際に言われたことがきっかけで、兄を苦手に思うようになっていた。バンド同士の交友により距離が近づいた後も素直になれずにいた。現在は、コンプレックスを抱えながらも尊敬している。
メンバーのことを相手と同じ呼び方で呼んでいる（例：「航海くん」と呼んでくる万浬は「万浬くん」）が、結人のことは「ユウ」と呼ぶ。また、普段は「兄さん」と呼んでいる兄を、周囲に対して話す際には「兄貴」と呼ぶ。

桔梗 凛生（ききょう りお）
声・演 - 森嶋秀太
学年：大学ニ年生 / 学部：政治経済学部
好き：自分、カレーライス / 嫌い：自分、甘い物
キーボード担当。作曲を担当。
札幌の有名な製菓会社「菊花亭」の御曹司で、函館では祖父母の家に住んでいた。
器用でなんでもできる天才肌だが、努力も怠らない。熱中できるものを探す中で、野球に出会う。高校時代には甲子園への切符を手に入れるも、大会を目前に負傷し、夢を諦めることに。野球に未練を残しながら、大学進学後は新たに熱中できるものを探して様々なサークルを渡り歩いていた。
幼少期よりピアノを習い、大学でも趣味で弾いていた。その音を聴いた結人に作曲のセンスを見込まれスカウトを受けるが、既に「サークル荒らし」として悪評が立っており、航海にメンバー入りを反対されたことで自ら辞退。その後蓮に説得され、さらに航海の書いた「歌詞ノート」を読むことで「熱くなれるかもしれない」と感じ、曲を持参してバンドに加入した。
クールに見えるが、仲間を思う気持ちが強く、熱さを秘めている。一人でなんでもできるが団体競技が好きで、ピアニストなどのソロ活動の道は考えていない。
野球は嫌いになったわけではなく、今でも元チームメイトをひそかに応援するためにプロ野球観戦に行く。なお、当時の仲間とは疎遠になってしまっている。
料理がかなり得意で、とくにカレーが好き。自分がたくさん食べるため、なんでも大量に作る。

白石 万浬（しろいし ばんり）
声・演 - 橋本祥平
学年：大学ニ年生 / 学部：商学部
好き：お金、牛乳 / 嫌い：浪費、牛肉
ドラム担当。合理的な性格をしており、バンドのお金の管理を任されている。
酪農家の次男。実家の経営再建を目指し、資金調達の手段としてバンド活動を選ぶ。5歳上の兄、7歳下と6歳下の弟、11歳下の妹と兄弟が多く、面倒見が良い。自分が働くことで大学に行かせてくれた兄に対してとても感謝している。
倹約家で、持ち前のコミュニケーション能力で商店街の皆さんと仲良くなり、節約に活かしている。
幼少期の和太鼓経験を活かしたパワフルなドラムプレイで、自らバンドに参加したいと売り込む。一時期は、スタジオの利用料金を賭けたドラム対決を挑み勝利する「スタジオ荒らし」として有名になっていた。
バンドのムードメーカーになっていくにつれ、当初はドライに捉えていたバンド活動やArgonavisへの思いも変化していき、交通事故の後遺症を押してまでステージに立つほどの想いを見せた。現在は回復し順調に活動している。
演じる橋本は「自分のことよりも人のことを大切にできる優しい子」と語る。

### GYROAXIA
北海道札幌市出身のロックバンド。イメージカラーは■CROWN RED（赤）。
上京後は西新宿のマンションでルームシェアをしている。那由多が札幌で飼っていた猫「にゃん こたろう」（メス）もともに上京。
アプリ『AAside』では、ライブ・ロワイヤル・フェス1st Round優勝を果たす。
アプリ『キミステ』にて、かつてのマネージャー・摩周慎太郎が立ち上げたレーベル「ドレッドノートミュージック」に所属し、プロデビュー。
| 名前/読み                   | 担当楽器     | 担当声優 | 学年      | 身長        | 体重 | 誕生日（星座）     |
| --------------------------- | ------------ | -------- | --------- | ----------- | ---- | ------------------ |
| あさひ なゆた 旭 那由多     | ボーカル     | 小笠原仁 | 大1 ↓ 大2 | 175cm       | 56kg | 9月12日（乙女座）  |
| さとづか けんた 里塚 賢汰   | リードギター | 橋本真一 | 大3 ↓ 大4 | 171cm       | 59kg | 10月22日（天秤座） |
| みその れおん 美園 礼音     | リズムギター | 真野拓実 | 大1 ↓ 大2 | 177cm→178cm | 63kg | 1月30日（水瓶座）  |
| あけぼの りょう 曙 涼       | ベース       | 秋谷啓斗 | 大2 ↓ 大3 | 182cm       | 72kg | 6月25日（蟹座）    |
| さかいがわ みゆき 界川 深幸 | ドラム       | 宮内告典 | 大3 ↓ 大4 | 183cm       | 76kg | 2月26日（魚座）    |

旭 那由多（あさひ なゆた）
声・演 - 小笠原仁/ 幼少期の声 - 遠野ひかる
学年：大学ニ年生 / 学部：法学部
好き：強さ、夜明けのコーヒー（レモンコーヒー） / 嫌い：父親、虫
ボーカル担当。フロントマンとして圧倒的な歌唱力とカリスマ性を持ち、作詞作曲を担当している。
自分にも相手にも厳しい態度をとり、期待に応えられぬ者は排除する。一方で、各メンバーをよく見ており、本質を見抜いている。音楽でしかなにかを表現することができない不器用な側面がある。
実父は伝説のバンド「SYANA」のボーカル・伊龍恒河。彼により厳しすぎる音楽やボーカルのレッスンを施されるが、呼吸器系の疾患を理由に見限られる。自分と母を捨てた存在として憎むと同時に、彼への怒りによって音楽を続けている。横暴にも見える態度、ハードな音楽性、バンドへのこだわりなど、父の影響を強く受けてもいる。
他人の音楽にはほとんど目もくれないが、Argonavis・七星蓮の歌には心を動かされた。
奨学金の給付を受けて高校・大学に通っており、学業の成績が良い。上京以来多忙であまり通えていないが、母から卒業するよう言われている。
上京後、環境の変化から喘息が悪化。疾患を抱えていることは、世間にはもちろん、賢汰以外のメンバーにすら知らせていなかった。入院をきっかけにメンバー、ファンも知るところとなった。
メンバーすら「代わりならいくらでもいる」と切り捨てるスタイルをとっていたが、長くバンドを続けてきたことで態度が軟化しつつある。
札幌にいたころから飼っていた猫「にゃんこたろう」の名付け親。

里塚 賢汰（さとづか けんた）
声・演 - 橋本真一
学年：大学四年生 / 学部：経営学部
好き：旭那由多、ワイン / 嫌い：邪魔者、日本酒
リードギター担当。GYROAXIAのリーダー。
那由多の才能を見出し、彼の音楽を世界に知らしめるため、バンドを結成した。情報収集に長け、冷静に戦略を立てる。
前身となったバンドではベースボーカルだったが、那由多の歌と出会いベースに、さらに涼の加入によりギターに転向した。
Argonavisのベース・的場航海の兄。両親の離婚の際、一人になる母を憐れんでついて行くことを選び、以降は兄弟離れて暮らしている。航海には優しく接するが、彼からは気に入られていない。そのことについて、反抗期だと思っている。
那由多がArgonavis・七星蓮に対して今までにない反応を見せたことを受け、彼に対して蓮をけしかける。
深幸とは那由多やバンドに対する考え方でよく対立するが、あまり意に介していない。
マネージャーかつレーベル社長である摩周とは那由多やGYROAXIAの方針を巡り言い争うこともあったが、摩周は「秘めた情熱を感じる演奏技術」と、優秀なギタリストとして評価している。

美園 礼音（みその れおん）
声・演 - 真野拓実
学年：大学ニ年生 / 学部：文学部哲学科
好き：都会、立ち食いそば（コロッケのせ） / 嫌い：寒さ、バカな奴
リズムギター担当。ひとりっ子で、両親に大切にされてきた。とても整った顔立ちをしていて非常にモテるが、それをあまり喜んでいない。
粘り強い性格で努力家。那由多の強権的なやり方にたびたび反発するが、いつも他のメンバーからなだめられ、意見が通らない。それを見た同居猫のにゃんこたろうからは憐れまれている。
那由多の音楽は認めており、「このバンドでなら自分の望む音楽ができる、上を目指せる」とバンドに留まっている。海外で演奏するのが夢。
高校時代には前身となるバンドを賢汰、Argonavisの結人と組んでいた。結人とは良い友人だったが、彼の脱退をきっかけに気まずいままになっており、ずっと気にかけていた。
親の転勤により高校時代に札幌に移住したため、寒さが苦手。好物のコロッケそばは夕食までにお腹が空いてしまった際の間食としてよく食べていたが、札幌ではあまり食べられなかった。
演じる真野曰く「かまってあげたくなるような愛嬌」がある。
「ライブ・ロワイヤル・フェス」で、観客と一体となってライブを盛り上げる他のバンドのパフォーマンスを見るにつれ、「絶対王者」GYROAXIAの在り方を考えるようになる。また、摩周は礼音のライブでのパフォーマンスを高く評価している。

曙 涼（あけぼの りょう）
声・演 - 秋谷啓斗
学年：大学三年生 / 学部：理学部物理学科
好き：地球、カロリーメイト / 嫌い：特にない
ベース担当。
宇宙人を自称・公言しており、「母星で犯した罪を償うため、地球人を幸せにする」手段としてバンド活動に励む。
とてもマイペースな性格をしている。天才であるが故に、努力で大成するタイプの人間を理解できず、無神経な発言をしてしまう。
賢汰に誘われGYROAXIAのライブを見て、音楽を始める。すぐにベースの才能が開花し、賢汰からGYROAXIAのベースの座を譲り受けた。作曲の才能の片鱗を見せたこともあるが、那由多の音楽が好きなので活かす気はない。
大学で出会った賢汰が初めての友人で、「ケンケン」とあだ名をつけて呼び、おそろいのブレスレットをプレゼントした。初めて宇宙人発言を正面から取り合ってくれた賢汰にとても懐いている。
ほとんどの人間に対して朗らかに接するが、東京でεpsilonφ・鞍馬唯臣と出会い、「幸せにできないかもしれない」と感じる。
演じる秋谷は「涼は穏やかに見えて全体を俯瞰している」と話している。

界川 深幸（さかいがわ みゆき）
声・演 - 宮内告典
学年：大学四年生 / 学部：歯学部
好き：トレーニング、ジンギスカン / 嫌い：里塚賢汰、炭水化物
ドラム担当。GYROAXIAに最後に加入したメンバー。
モテるためにドラムを始めた。子どもや女性に優しい。よく対立する那由多と礼音を、年上としてフォローしている。
キックボクシングをしており、トレーニングを欠かさない。アルバイト、音楽関係者との関係構築も欠かさず、その上でドラム練習にも人一倍取り組むなど、非常にストイックな性格をしている。にゃんこたろう曰く、猫じゃらしを扱うのも上手い。
賢汰とは那由多やバンドに対する考え方でよく対立し、彼のやり方に疑問を抱える。年月が経ち大きな喧嘩はしなくなってきたが、賢汰の自分自身を顧みない滅私奉公的な姿勢を気にかけている。

### Fantôme Iris
メンバー全員が社会人で構成された、名古屋出身のヴィジュアル系バンド。アプリ『AAside』から参加。イメージカラーは■LILY IRIS（濃い紫）。
バンドのコンセプトは吸血鬼であり、「人間と吸血鬼が共存できる王国の建国を目指す」という"設定"で活動。ファンを「眷属」、ライブやファンミーティングを「夜会」と呼称している。2021年のYouTube企画においては、オンラインで「夜会」を開催した。
上京後は、池袋で大門が経営するカフェの2階にてルームシェアをしている。
アプリ『キミステ』にて、レーベル「ドレッドノートミュージック」に所属。
| 名前/読み                              | 担当楽器     | 担当声優               | 年齢        | 身長  | 体重      | 誕生日（星座）     |
| -------------------------------------- | ------------ | ---------------------- | ----------- | ----- | --------- | ------------------ |
| フェリクス・ルイ =クロード・モンドール | ボーカル     | ランズベリー・アーサー | 30歳 ↓ 31歳 | 182cm | 71kg      | 2月16日（水瓶座）  |
| くろかわ ともる 黒川 燈                | リズムギター | 和田将弥               | 28歳 ↓ 29歳 | 176cm | 68kg→67kg | 4月12日（牡羊座）  |
| すざき じゅん 洲崎 遵                  | リードギター | 福山潤                 | 28歳 ↓ 29歳 | 174cm | 60kg      | 7月11日（蟹座）    |
| みつるぎ こはる 御劔 虎春              | ベース       | 代永翼                 | 32歳 ↓ 33歳 | 165cm | 63kg      | 11月24日（射手座） |
| くすのき だいもん 楠 大門              | ドラム       | 鮎川太陽               | 32歳 ↓ 33歳 | 187cm | 77kg→79kg | 5月27日（双子座）  |

フェリクス・ルイ=クロード・モンドール
声 - ランズベリー・アーサー
年齢：31歳 / 職業：フランス語講師
好き：料理を作ること（下手）、紅茶 / 嫌い：カミナリ
ボーカル担当でリーダー。ステージネームは「FELIX」。「人間の聖職者「D」に召喚された吸血鬼の王」という“設定”である。
フランス出身の貴族。容姿端麗で語学堪能。美しいものを好み、卓越した知性と鋭い感性を持つ。あまり人の話を聞かない自由奔放な性格だが、他者を引き付ける人間的魅力を備え持っている。誕生とともに母を亡くし、歳の離れた兄・ジルベールに愛情をかけてもらっていた。
主に作詞を担当しており、作曲担当の遵には様々な無茶を要求する。本人は無茶とは思っておらず、「遵なら乗り越えられると信じているから」とのこと。大門とは家族ぐるみで付き合いがある。
料理をすることが好きだが、決して得意なわけではない。メンバーを震え上がらせる料理の腕は『ファントムごはん』などで発揮されている。
虎春とは前身バンドでも共に音楽活動をしていたが、メジャーデビュー目前で突如解散を発表。理由は「面白くなくなったから」だと語るが、真意は明らかでない。日頃から詩的な表現で饒舌に話す反面、本心をはっきりと語らないところがある。
εpsilonΦ・宇治川紫夕が幼少のころ、音楽を教えていた。鞍馬唯臣と出会った際には、彼の言動に強い忌避感を覚える。

黒川 燈（くろかわ ともる）
声 - 和田将弥
年齢：29歳 / 職業：医療系SE
好き：写真集め、栄養ドリンク、坂角総本舗のゆかり / 嫌い：早起き（低血圧）
リズムギター担当。ステージネームは「LIGHT」。「FELIXの配下のダンピール」という“設定”である。
真面目で温厚だが、苦労人。普段はシステムエンジニアをしており、あまり家に帰れない。
中学時代には中二病を患っており、"吸血鬼"的な世界観を好んでいた。大学時代にもロックバンドを組んでおり、遵に作曲を依頼していた。当時からヴィジュアル系を好んでいたが、同志がおらずバンドは組めなかった。
フェリクスが率いていた前身バンドのファンであり、解散ライブに観客として来ていた。ショックのあまりステージに向かって声をかけたところフェリクスの目に止まり、勧誘を受けて加入する。
上京後も務めていた名古屋支社の業務から離れられず、仕事とバンドの板挟みに苦労する。年齢的にも、「ライブ・ロワイヤル・フェス」を"最後のチャンス"と認識していた。
プロデビューを前にSE職からの退職を決意し、Fantôme Irisのマネージャーを兼任することになった。レーベル代表・摩周とは小学生のころ、短い間だけクラスメイトだった。
遵とは大学時代からの親友であり、同じギタリストとして良きライバルだと思っている。

洲崎 遵（すざき じゅん）
声 - 福山潤
年齢：29歳 / 職業：無職（プロゲーマー）
好き：オムライス、ゲーム、スガキヤのラーメン / 嫌い：フェリクスの作る料理
リードギター担当。ステージネームやゲーマーとしてのハンドルネームは「ZACK」。「世界の破壊を望む吸血鬼」という“設定”である。
普段は気弱な性格をしており、家にこもってゲームをしていることが多い。ステージやゲームの対人戦では一変して過激な態度を見せ、放送禁止用語を放つ。燈は唯一にして長年の友人であり、彼のバンド加入時に付き添いで連れてこられたことがきっかけで、自身も加入した。
不運に見舞われることが多くメンバーを巻き込むこともあり、申し訳なく思っているが、フェリクスは面白がっている。
実家は音楽一家で、姉は有名なピアニスト。自身もクラシックの世界でピアノをやっていた。その音楽的才能から作曲を担当しており、フェリクスからの無茶な要求でいつも頭を悩ませている。
あまり自分に自信がなく、他のメンバーのように定職に就いていないことを気にしている。大学卒業直後は楽器メーカーで営業をしていたが、早期に退職した。
退職の際にヨツユビハリネズミの「ジョニー」を飼いはじめ、大切にしている。
燈とは大学時代からの親友であり、一緒にギターを弾けることを嬉しく思っている。

御劔 虎春（みつるぎ こはる）
声 - 代永翼
年齢：33歳 / 職業：保育士
好き：肉、酒肴、しるこサンド / 嫌い：甘いもの、姉たち
ベース担当。ステージネームは「HARU」。「FELIXと対立する吸血鬼の女王」という“設定”で、女形をしている。
女性的な容姿を持つ反面、かつては「三河の虎」の異名を持つ不良だった。現在は保育士をしており、人気の先生。
バンドでの可愛い衣装は気に入っており、自分の容姿が役立つことに誇りをもって着ている。本当に女性だと勘違いされたこともあるが、ステージ上でも基本的に女性に見せる演技はしておらず、素のさっぱりした口調で喋る。
大門とは幼馴染で非常に仲が良いが、とある出来事が原因で関係を断っていた期間があり、その理由を説明できずにいる。
前身バンドでもフェリクスとともに音楽活動をしていたが、相談なく突然解散を告げられたことに対して違和感を抱え続けている。

楠 大門（くすのき だいもん）
声 - 鮎川太陽
年齢：33歳 / 職業：カフェ店長（昼）、警備員（夜）
好き：コーヒー、しるこサンド / 嫌い：お化け、幽霊、怖いもの
ドラム担当。ステージネームは「D」。「FELIXを召喚してしまった人間の聖職者」という“設定”である。
強面だが、心優しい性格をしている。お化け、ホラーなどの怖いものが苦手。楽器店の経営者である祖父を通じて、様々な音楽ジャンルを学んだ。
バンドの衣装の制作を担当している。ヴァイオリンも弾けるため、フェリクスに頼まれ弾くことがある。
虎春とは小学生来の幼馴染で、かつては警察に補導された彼をよく迎えに行っていた。すれ違いから虎春と関係を断っていた期間があるが、そのとき本当は何があったのか、彼から話が聞けるのを待っている。
前身バンドではローディを務めていた。フェリクスとは旧知の仲。
上京後は料理の腕を活かしカフェを経営。実家の楽器店の助けとなるよう、楽器のセレクトショップを兼ねている。

### 風神RIZING！
長崎出身の大学生スカバンド。通称「フウライ」。アプリ『AAside』から参加。イメージカラーは■BANZAI YELLOW（山吹色）。「RISING」の綴りが異なるが、風太の誤字が原因。
大和を除く4人は幼馴染。上京後、メンバー全員が東京の鴨川大学に編入し、吉祥寺の駄菓子店「はなまる商店」の2階に住み込む。グリーンイグアナを拾い、恐竜になると信じて「レックス」と命名して飼っている。
2021年のYouTube企画では、ボードゲーム動画をアップ。
ダックリバー社からデビューの予定があったが契約を破棄。アプリ『キミステ』にてレーベル「スカイフォックスレコード」に所属。
| 名前/読み                     | 担当楽器           | 担当声優   | 学年      | 身長        | 体重      | 誕生日（星座）    |
| ----------------------------- | ------------------ | ---------- | --------- | ----------- | --------- | ----------------- |
| かみのしま ふうた 神ノ島 風太 | ボーカル・サックス | 中島ヨシキ | 大1 ↓ 大2 | 171cm→172cm | 64kg      | 5月6日（牡牛座）  |
| つばき やまと 椿 大和         | ギター             | 金子誠     | 大1 ↓ 大2 | 179cm→180cm | 70kg→71kg | 8月31日（乙女座） |
| はやさか こうへい 早坂 絋平   | ベース             | 阿部敦     | 大3 ↓ 大4 | 178cm       | 73kg      | 9月23日（天秤座） |
| わかくさ あおい 若草 あおい   | トロンボーン       | 酒井広大   | 大1 ↓ 大2 | 163cm       | 52kg      | 3月3日（魚座）    |
| ごとう みさき 五島 岬         | ドラム             | 吉野裕行   | 大1 ↓ 大2 | 175cm       | 68kg      | 7月28日（獅子座） |

神ノ島 風太（かみのしま ふうた）
声 - 中島ヨシキ
学年：大学ニ年生 / 学部：文学部
好き：岩崎本舗の角煮まんじゅう、楽しいこと、野球 / 嫌い：静かにじっとしていること、雨、病院
ボーカル&サックス担当。
メンバー想いで、天真爛漫な性格。一方でその無邪気さから思いつきで突拍子のない行動をするため、トラブルの素となる。
持ち前のポジティブさから人を疑うということをしないため、誰とでも会ってすぐに仲良くなる。観客を巻き込み、楽しませるライブパフォーマンスを得意とする。
愛用のサックスに「サクタロー」と名付け、肌見離さず持ち歩くほど大切にしている。サクタローが傷つきそうになった際には、異様に取り乱した。
中学時代に兄を亡くしたが、そのことを憶えていない。
椿 大和（つばき やまと）
声 - 金子誠
学年：大学ニ年生 / 学部：文学部
好き：白米、知恵の輪 / 嫌い：皿うどん
ギター担当。左利き。
クールな美形に見えるが、天然。
高校を卒業する直前に、「憧れのバンドに少しでも近づくため」に東京から長崎に引っ越してきて、風太たちと出会う。好きなものに対しては強い熱意を持ち、音楽の知識も努力の末に獲得したものの、ギターが得意なわけではない。左利きだが、憧れのギタリストと同じように真似るために右利き用ギターを愛用。
とてつもない方向音痴で、ほぼ真っ直ぐな道でも迷ってしまい、たびたび迷子アナウンスをされている。言い間違いや覚え違いも多い。白米が大好物で、そのことを題材とした楽曲「NO RICE NO LIFE」を作った。
思ったことを素直に口に出すため、たびたびトラブルを起こす一方、褒め言葉もストレートに口にする。向上心が強く、上手いギタリストからギターを教わりたがるため、それをきっかけにεpsilonΦ・二条遥と交流を持つようになる。
客観的に物事を見ることができるタイプで、たまに芯をついた発言をする。

早坂 絋平（はやさか こうへい）
声 - 阿部敦
学年：大学四年生 / 学部：工学部
好き：麻雀、任侠映画 / 嫌い：電子機器の操作、知恵の輪
ベース担当。バンドのリーダーで唯一の年上。
大和以外の3人にとっては幼馴染であり、「紘にい」と呼ばれている。普段は冷静で優しい性格だが、怒らせると怖い。怪力のあまり、繊細な作業や生活家電の操作を苦手とする。辛いものを食べると性格が変わる。
とある出来事をきっかけに、荒れていた時期がある。亡くなった風太の兄とはごく親しい仲だったため、「風太の幸せを守る」「バンドで世界に行く」という約束を守ることに固執している。
風太に興味を持ったεpsilonΦ・鞍馬唯臣に強い警戒心を持つ。

若草 あおい（わかくさ あおい）
声 - 酒井広大
学年：大学ニ年生 / 学部：文学部
好き：人が喜んでくれるようなこと、激辛な食べ物、ツル茶んの食べるミルクセーキ / 嫌い：虫、爬虫類
トロンボーン&キーボード担当。両親に教わった音楽の知識を活かし、主に作曲を担当。
風太と岬、絋平の幼馴染。面倒見がよく優しい性格。昔は泣き虫だったらしく、バンド内でケンカが起きたときには涙を見せた。爬虫類が怖いにもかかわらず岬がペットとしてイグアナを飼い始めたため、近づかれると泣いてしまう。
辛いものが好きだが、絋平が口にすることがないよう隠れて食べている。
実家には幼いころに養子として迎えられたため、両親と血の繋がりはないが、「あーくん」と呼ばれ溺愛されている。
実父がダックリバー社の社長・宇治川源であることを突然知らされた。紫夕とは異母兄弟にあたり、気にかけている。
五島 岬（ごとう みさき）
声 - 吉野裕行
学年：大学ニ年生 / 学部：経済学部
好き：皿うどん、釣り、ツル茶んのトルコライス / 嫌い：牛乳
ドラム担当。料理が上手で、シェアハウス内の炊事を担当している。
風太とあおい、絋平の幼馴染。義理に厚く真面目だが、怒りっぽいため他人とよくもめる。頭がよかったので、小学校受験をして風太たちとは違う学校に通っていた。
「GOTTO」のプレイヤーネームでゲームをしており、ゲームが上手いFantôme Iris・洲崎遵のことを「師匠」として尊敬し、懐いている。
髪は「ナメられないように」中学時代から染めており、本来は黒髪。風太たちには、苦しい状況から救ってもらったことをとても感謝している。
ヤンキー時代も含めて、絋平に憧れている。
ペットのレックス（グリーンイグアナ）の飼い主で、いつか恐竜になると思っている。

### εpsilonΦ
京都出身のオルタナティブロックバンド。中学生の宇治川紫夕を中心に学生で構成されているが、技術は高い。アプリ『AAside』から参加。イメージカラーは■KYO MURASAKI（赤紫）。上京後は六本木のマンションでルームシェアをしている。
現実において、εpsilonΦ名義のYouTubeチャンネル「イプシちゃんねる」を設置、「歌ってみた」動画をアップしている。
ボーカルの紫夕が自ら立ち上げたレーベル「スカイフォックスレコード」に所属し、プロデビュー。
| 名前/読み                   | 担当楽器         | 担当声優          | 学年      | 身長        | 体重      | 誕生日（星座）     |
| --------------------------- | ---------------- | ----------------- | --------- | ----------- | --------- | ------------------ |
| うじがわ しゅう 宇治川 紫夕 | ボーカル         | 榊原優希          | 中1 ↓ 中2 | 155cm→157cm | 42kg→43kg | 10月30日（蠍座）   |
| にじょう はるか 二条 遥     | ギター・ボーカル | 梶原岳人          | 高2 ↓ 高3 | 175cm→176cm | 60kg      | 6月16日（双子座）  |
| にじょう かなた 二条 奏     | ベース           | 市川太一          | 高2 ↓ 高3 | 176cm→177cm | 62kg      | 6月16日（双子座）  |
| くらま ただおみ 鞍馬 唯臣   | シンセサイザー   | 峰岸佳 ↓ 石谷春貴 | 高3 ↓ 大1 | 179cm→181cm | 61kg→62kg | 1月4日（山羊座）   |
| からすま れいじ 烏丸 玲司   | ドラム           | 立花慎之介        | 高3 ↓ 大1 | 178cm       | 63kg      | 12月26日（山羊座） |

宇治川 紫夕（うじがわ しゅう）
声 - 榊原優希
学年：中学ニ年生
好き：京銘菓 阿闍梨餅、面白くて刺激的なこと、犬 / 嫌い：我慢すること、野菜全般
ボーカル担当。作詞作曲も担当するリーダー。
愛らしい外見の少年。世界三大レーベルの一つであり、「ライブ・ロワイヤル・フェス」の主催でもある、ダックリバー社の代表取締役社長を父に持つ。父母から全く愛情を受けずに育ち、愛犬のみを唯一の家族とみなしている。
フェスを盛り上げたい父からの命令で、従者の子である玲司とともに「εpsilonΦ」を結成する。
「世界は僕の玩具箱」と言ってはばからず、他人の負の感情に楽しみを見出し、幼少期から多くの人々の人生を狂わせてきた。幼少期、Fantôme Iris・フェリクスから音楽の基礎を教わった。
Argonavis・七星蓮の純粋さを気に入り、"玩具"にするべく近づくが、思うように動かない蓮に対して苛立ちを募らせていく。
異母兄弟が存在することは察していたが、それが風神RIZING！のあおいであること、彼を跡継ぎに据えようとしていることを、ある日突然父から知らされた。その後父とは決別し、中学生にしてスカイフォックスレコードを自ら設立。
従者である玲司のことも長い間「お気に入りの玩具」扱いしていたが、玲司の自分への思いと行動を知って以降は良い主従関係を築きつつある。
おかっぱの髪型をしていたが、スカイフォックスレコード設立に際し玲司に髪を短く切らせた。

二条 遥（にじょう はるか）
声 - 梶原岳人
学年：高校三年生
好き：天下一品、季節のフレーバーアイス / 嫌い：弟
ギター＆ボーカル担当。奏の双子の兄。
文武に秀でギターの演奏技術も高いが、弟と比較され傷ついてきたため、周囲に失望している。弟に強いコンプレックスがあり、彼からの愛情を拒絶している。音楽で自分の存在価値を証明したいと思っている。
紫夕の誘いでバンドに加入。元はベーシストだったが、奏がベースを始めたためギターに転向。
特撮ヒーローが好きで、グッズを集めている。
奏に周囲との交流を阻まれてきたため、親しい友人を作ることを諦めがちだが、「ライブ・ロワイヤル・フェス」出場者と関わる中で風神RIZING！・椿大和やArgonavis・七星蓮とは多少仲良くなる。
プロデビュー前、レーベルの代表・疎水の勧めで半年の間海外留学をした。弟のことは依然として嫌っているが、執着はやや薄れつつある。

二条 奏（にじょう かなた）
声 - 市川太一
学年：高校三年生
好き：天下一品、兄、アリの巣観察キット / 嫌い：特撮ヒーロー
ベース担当で、遥の双子の弟。
兄の遥を溺愛しており、彼から憎しみを向けられることに幸せを見出している。周囲には「明るくみんなに優しい人気者」を演じている。遥が自分以外に興味を向けることがないよう、先回りして妨害するなど、執着している。
幼い頃は身体が弱く、守ってくれる遥に憧れていたが、後から同じ習い事などを始めるとすぐに兄を追い抜いてしまった。
バンドには、遥の後を追って自ら志願し加入した。ベースも兄を追って始めたため、プレイスタイルに影響がある。GYROAXIA・曙涼からは「奏くんの音じゃない」と言われるが、本人は「遥に寄り添える音が俺の音」と考えている。
他人にあだ名をつけることが多い（Fantôme Iris・洲崎遵→「ざっきゅん」、GYROAXIA・旭那由多→「なゆぴっぴ」など）。また、現在は兄のことを「兄貴」と呼んでいるが幼い頃は「遥」と名前で呼んでおり、今でも一人のときや心の中では「遥」と呼ぶことがある。
ウーパールーパーの男の子「パルちゃん」を飼っているが、世話は玲司にさせている。「ウーパールーパー」と、兄の名前をかけて命名。
幼い頃に父・兄と一緒に食べた思い出から、天下一品ラーメンのこってりが好き。
長い前髪を頭頂部で結んだ髪型をしていたが、「キミステ」でのプロデビュー以降は髪を下ろしている。

鞍馬 唯臣（くらま ただおみ）
声 - 峰岸佳 → 石谷春貴
学年：大学一年生 / 学部：理学部数学科
好き：数学、人間観察 / 嫌い：苦手なものがわからない
シンセサイザー担当。紫夕にセンスを気に入られ、一部の作詞も担当。
優しく穏やかな雰囲気の美少年で、なんでも正確にこなす。また、周囲に合わせて笑ったり悲しんだりはするが、その感情の理由が理解できていない。好奇心が旺盛で、"感情"を理解するために、様々な人間を観察している。紫夕といると「激しい感情」がたくさん見られると思っており、よく行動を伴にする。
εpsilonΦには、小学校からの同級生である玲司を通じて加入した。
六本木で迷子になった大和を探す風神RIZING！の面々に出会い、風太の不自然な言動に興味を持つ。
幼馴染の玲司のことを永らく観察してきたが、復讐心が薄れ激情に駆られなくなった玲司に対して「つまらない」と思い始める。

烏丸 玲司（からすま れいじ）
声 - 立花慎之介
学年：大学一年生 / 学部：経営学部
好き：鶴屋吉信の京観世、整頓された部屋 / 嫌い：汚いもの、下品なふるまい
ドラム担当。
宇治川財閥の従者の一族・烏丸家の養子であり、旧姓は伏見。紫夕に付き従い、玩具にされている。
頭が良く冷静で、情報収集・工作に長ける。潔癖症である。冷たい態度の中に情熱を秘めている。
伏見家を出て養子になった経緯に紫夕の父・宇治川源が大きく関与しているため、宇治川家の人間を憎悪し、復讐の機会を虎視眈々と狙っていた。紫夕の音楽の才野については心から認めている。
共に過ごすうちに「紫夕を支えたい」と思うようになり、実父に捨てられた紫夕を見て彼とその音楽を守ることを決意した。
唯臣とは小学校からの同級生だが、家庭の事情により一時は違う学校に通っていた。復讐を決意させた「伏見家の顛末」については、再会した唯臣から教えられた。紫夕の経営する「スカイフォックスレコード」は伏見家が経営していた会社と同じ名前。
プロデビュー前、紫夕の髪を切ってあげた際に自分の髪も紫夕に切られた。

### ST//RAYRIDE
大阪出身の2人組ロックバンド。アポロレコード所属。イメージカラーは■緑。略称は「ストスト」。
かつて別のバンドでライブ・ロワイヤル・フェスに優勝した実力を持つ2人によって結成された。アメリカンファジーロップのオス「ラビちゃん」を2人で飼っている。
アプリ『キミステ』から登場。「プロとしての栄光、挫折」を描くために構想されたキャラクター。
| 名前/読み                         | 担当楽器 | 担当声優 | 年齢 | 身長  | 体重 | 誕生日（星座）    |
| --------------------------------- | -------- | -------- | ---- | ----- | ---- | ----------------- |
| よどがわ りんたろう 淀川 麟太郎   | ボーカル | SHIN     | 31歳 | 176cm | 61kg | 5月13日（牡牛座） |
| てんのうじ りゅうすけ 天王寺 龍介 | MC       | 林勇     | 33歳 | 181cm | 77kg | 7月23日（獅子座） |

淀川 麟太郎（よどがわ りんたろう）
声 - SHIN
年齢：31歳
好き：天王寺龍介、チョコレート / 嫌い：親、辛いもの
ボーカル、作詞・作曲担当。前バンドの解散後、龍介を誘いST//RAYRIDEを結成。
幼い頃から芸術的才能に秀で、絵画も得意。バンドのアートワークを手掛けることもある。
生育環境の問題から、龍介以外の人間への興味を失っている。ペットのウサギ・ラビちゃんは龍介よりも麟太郎によく懐いている。
龍介とラビちゃんが一緒にお昼寝していた写真をホーム画面の壁紙に設定している。
天王寺 龍介（てんのうじ りゅうすけ）
声 - 林勇
年齢：33歳
好き：無敵、たこ焼き / 嫌い：伊龍恒河、お好み焼き
MC担当。リーダー。
中学生の頃からラップに夢中になり、現在はバンドでラップを担当。前バンドの解散後、音楽の世界からは離れていたが、麟太郎から誘われてST//RAYRIDEを結成。ステージ上ではカリスマ的な魅力がある。
気さくで能天気な性格で、麟太郎との漫才のような掛け合いの人気が高い。高校時代は「浪速の龍」と呼ばれる不良だった。
ペットのウサギ・ラビちゃんの名付け親であり、溺愛している。

### ぽんちゃんフレンズ
各バンドのメンバーが飼っているペットのことを総称し、「ぽんちゃんフレンズ」と呼んでいる。なお、グッズ発売時などに使われる呼称のため、作中のキャラクターはこの呼称を知らない。
また、マスコットキャラではなくペットの動物のため、作中の人間たちは口調や考えていることについては知らない。
ぽんちゃん
飼い主：Argonavis / 種族：ポンスキー（子犬） / 性別：オス
街に捨てられていたところを、上京したばかりで迷子になっていた蓮に懐き、拾われた。初登場時は蓮に「犬の赤ちゃん」と呼ばれており、かなり小さかったと思われる。数ヶ月が経過した現在では両手で抱っこするほどに大きくなり、未だ成長中。
名前の由来は「走り方がぽんぽんしているから」で、蓮が命名。結人は「蓮に似ている」と思っている。
お手をしようとして「バンザイ」のポーズになるなど、なかなか芸が覚えられず「おばかでどんくさい」と言われていたが、今は新しい芸を習得しようとしている。
蓮の歌を聴くのが好きで、メンバー全員にとても懐いている。
にゃんこたろう
飼い主：旭那由多（GYROAXIA） / 種族：白猫 / 性別：メス
那由多が札幌に住んでいたころから飼っていた猫。東京にも連れてきたため、現在はGYROAXIA全員と暮らしている。
「にゃん・こたろう」と切る読み方で、那由多が命名した。メスの猫にもかかわらず男の子のような名前をつけた理由は不明。サイズは「伸縮性があり測定不能」とされているが、那由多の膝におさまる程度の平均的なイエネコの大きさ。
唯我独尊でクールな性格。家の中で自分が一番偉いと思っている。涼いわく「那由多に似ている」。おやつににぼしを貰うなど、にぼしが好きな様子。
ジョニー
飼い主：洲崎遵（Fantôme Iris） / 種族：ヨツユビハリネズミ / 性別：オス
遵が前職を退職した際に飼い始め、一緒に上京し現在はFantôme Iris全員と暮らしている。遵の退職年から逆算するに、5歳以上と思われる。遵が好きなギタリストにあやかって命名した。手のひらに乗せられる大きさ。
人見知りで怖がりだが、遵を心配し思いやる優しい性格。普段は遵の部屋着のフードの中か部屋にいるが、リビングにいることもある。
他のメンバーのことは（遵と仲が良い燈を除き）永らく怖がっていたが、少しずつ慣れてきている。
レックス
飼い主：五島岬（風神RIZING！） / 種族：グリーンイグアナ / 性別：オス
上京した大和が公園で拾い、岬のペットとなった。レックスは岬のことを「家臣」だと思っている。
座布団くらいの大きさで、名前は「いつか恐竜になる」と信じた岬が命名。レックスは自分が恐竜にはなれないことを自覚している。お気に入りの場所は岬の肩の上。
何事にも動じない性格だが、力が強く家電などを壊す絋平とは関わりたくないらしい。爬虫類を怖がるあおいのことも思いやる優しさの持ち主。
パルちゃん
飼い主：二条奏（εpsilonΦ） / 種族：ウーパールーパー / 性別：オス
上京後、奏がペットショップで買ってきた。スマホくらいの大きさ。玲司が掃除をはじめとした世話を担当している。ウー「パールー」パーと遥の「はる」をかけて、奏が命名。
ギャル風の口調と性格をしている。写真写りが良く、カメラに目線をくれる。
奏のことを「かなちゃん」と呼び、いつか奏にエラが生えて一緒に住めると思っている。遥には睨まれるため、懐いていない。

ラビちゃん
飼い主：ST//RAYRIDE / 種族：アメリカンファジーロップ / 性別：オス
右目が緑、左目が黄色のオッドアイのうさぎ。自転車のカゴに入る程度の大きさ。龍介が命名。
ST//RAYRIDEのふたりがバラエティ番組で動物と触れ合ったことをきっかけに、里親募集で迎え入れた。
お調子者だが寂しがり屋。自分のことは「ストストの3人目」だと思っている。麟太郎によく懐いており、しつこく撫でてくる龍介は少し嫌だと思っている。内心はコテコテの大阪弁。

### 主要人物の関係者
古澤 嘉寿樹（ふるさわ かずき）
声・演 - 井俣太良 
バンド「サブマリーナ」の元ギター担当。Argonavisが函館でお世話になったカフェのマスター・八甲田とは元バンドメンバーであり、友人。バンドではプロになることができなかった。
情に厚く、非情に明るい人物。中学一年生の五稜結人に大きな影響を与えた。
初登場は五稜結人の過去について描いたボイスドラマ。舞台第2弾『目醒めの王者と恒星のプログレス』、アプリ『キミステ』では、父から継いだ老舗レーベル「アポロレコード」の代表として登場。Argonavisをスカウト、所属させる。
摩周 慎太郎（ましゅう しんたろう）
声 - 佐藤拓也
演 - 輝馬（第1弾）→ 益永拓弥（第2弾）
年齢：29歳 / 誕生日：8月27日 / 身長：183cm / 体重：73kg 
GYROAXIAのマネージャー。大手レーベル勤務。初登場はTVアニメ。Argonavisのファーストライブを鑑賞し、GYROAXIAの北海道ツアーの前座に指名した。旭那由多の音楽の才能を高く買っており、彼をさらに育てるために色々と画策する。
劇場版『AXIA』、アプリ『AAside』ではGYROAXIAのマネージャーの座を離れるも、彼らのことは気にかけていた。
舞台第2弾『目醒めの王者と恒星のプログレス』、アプリ『キミステ』では、勤務していたレコード会社を退職し独立。「ドレットノートミュージック」として、GYROAXIAとFantôme Irisを所属させる。北海道時代と同様に、蓮に那由多を、那由多に蓮をけしかけようとしている。
めったに笑顔を見せないため、周囲から「何を考えているかわからない」と思われている。Fantôme Irisの燈とは、小学生のある時期に同じクラスの友人だった。
疎水 実朝（そすい さねとも）
声 - 白井悠介
ダックリバー社の社長秘書。そつなく仕事をこなす人物として描かれているが、社長の横暴なやり方には思うところがある様子。
TVアニメに姿のみ登場していた。ボイスドラマ『レゾンデートル-啼泣の謌-』以降、大きく登場。
ダックリバー社を退職し、宇治川紫夕の立ち上げたレーベル「スカイフォックスレコード」の代表に就任。所属バンドに対しては「自由にやってほしい」とにこやかに語っているが、何か真の目的を秘めている。
伊龍 恒河（いりゅう こうが）
声 - 谷山紀章
誕生日：9月21日 / 身長：178cm / 体重：65kg 
蓮が憧れた伝説のバンド「SYANA」のボーカルにして、那由多の実の父親。息子・旭那由多の進路や性格に大きな影響を与えた。
初登場はコミカライズ版。荒々しい性格で、蓮の才能に目をつけ、育成しようとした。
劇場版『AXIA』には重要人物として登場。英語交じりの丁寧な口調で喋るが、高圧的で冷徹な人物として描かれる。SYANAのバンド活動の末期においては、メンバーが彼の音楽のための道具のように扱われており、それが原因となり解散した。
声を務める谷山紀章は、「ミュージシャンとして圧倒的な実力を持つ那由多の父親として、説得力のある人物」としてキャスティングされた。アプリ『キミステ』にも登場。
宇治川 源（うじがわ げん）
声 - 山本兼平
世界三大レーベル・ダックリバー社の社長。宇治川紫夕の実父。
冷徹で仕事にしか興味がなく、息子を一切顧みない人物。紫夕の音楽の才能にも利用価値の有無でしか興味を示していない。
一方、会社を子に継がせることにこだわり、隠し子である風神RIZING！のあおいを跡継ぎにしようとした。
アプリ『AAside』にはセリフのみだが、紫夕を大きく動揺させる人物として登場。ボイスドラマ『レゾンデートル-啼泣の謌-』にて姿が公開された。
八甲田 健三（はっこうだ けんぞう）
声 - 宮内敦士
Argonavisが函館で通っていたライブカフェ「サブマリーナ」のマスター。元はカフェと同名のバンドでドラムを担当していた。
とても優しく穏やかな人物で、Argonavisのメンバーの活動をそっと支える。古澤の友人。
初登場はTVアニメ。コミカライズ作品などにも登場。
ジルベール
声 - 田所陽向
Fantôme Irisのボーカル・フェリクスの兄。フェリクスとは9歳離れており、亡くなった母の代わりに弟に愛情を注いだ。
大門とも旧知の仲で、弟と同様に音楽に関心が強い。
Fantôme Irisが上京するまでについて描いたボイスドラマにて初登場。『AAside』やコミカライズにもたまに登場する。

## リアルバンド
本プロジェクトでは、担当声優により結成された、楽器の演奏を行ってライブをするバンド形式のユニットを「リアルバンド」と呼んでいる。
『Argonavis』、『GYROAXIA』の2組が活動している。

### Argonavis
2018年5月12日のプロジェクト発表時に結成を発表。同12月10日、メンバー5人が揃い、活動開始。
公式ファンクラブは「Pier」。

#### メンバー
- 伊藤昌弘（ボーカル担当・七星蓮 役）
- 日向大輔（ギター担当・五稜結人 役）
- 前田誠二（ベース担当・的場航海 役）
- 森嶋秀太（キーボード担当・桔梗凛生 役）
- 橋本祥平（ドラム担当・白石万浬 役）

### GYROAXIA
2019年12月5日、『BanG Dream! Argonavis 2nd LIVE「VOICE -星空の下の約束-」』にサプライズ出演。事前に発表されていた小笠原に加え、橋本、真野、秋谷、宮内の参加が発表された。
略称は「ジャイロ」。公式ファンクラブは「GEAR」。
2022年2月23日、ユニバーサルミュージック内Virgin Musicよりミニアルバム「Freestyle」をリリースし、メジャーデビュー。

#### メンバー
- 小笠原仁（ボーカル担当・旭那由多 役）
- 橋本真一（リードギター担当・里塚賢汰 役）
- 真野拓実（リズムギター担当・美園礼音 役）
- 秋谷啓斗（ベース担当・曙涼 役）
- 宮内告典（ドラム担当・界川深幸 役）

## その他のバンド
『Argonavis』、『GYROAXIA』以外のバンドは、主に「ボーカルを務めるキャスト+プロミュージシャンによるサポートメンバー」という構成のバンドでライブを行っている。企画当初はカラオケ音源でのライブを予定していたが、バンドごとに差が出てしまうことへの危惧と、アニプレックスのバンドプロジェクト「バンドやろうぜ!」がこの形式でライブをしていたことに影響を受け、サポートバンド形式に移行していった。
ライブ以外のイベント・配信番組においては、ボーカル以外のキャラクターの担当声優が参加することもある。

### Fantôme Iris

#### メンバー
Vo.ランズベリー・アーサー（フェリクス・ルイ＝クロード・モンドール 役）
サポートバンド
Gt.冬真（as LIGHT） / Gt.YOUSAY（as ZACK） / Ba.Sato → めんま（as HARU） / Dr.KENZO（as D）

### 風神RIZING！

#### メンバー
Vo.中島ヨシキ (神ノ島 風太 役）
Vo.(Tb.) 酒井広大（若草 あおい 役）
Vo.金子誠（椿 大和 役）
サポートバンド
Gt.芝山武憲（as 椿 大和） / Ba.目黒郁也（as 早坂 絋平）  / Dr.RYOTA（as 五島 岬）  / Tb.YUZZY（as 若草 あおい） 

### εpsilonΦ

#### メンバー
Vo.榊原優希 (宇治川 紫夕役)
Vo.梶原岳人 (二条 遥役)
サポートバンド
Gt.藤井健太郎  / Ba.めんま（as 二条 奏）  / Syn.翔馬（as 鞍馬 唯臣）  / Dr.北村望（as 烏丸 玲司）

### ST//RAYRIDE

#### メンバー
Vo.SHIN（淀川 麟太郎 役）
MC.林勇（天王寺 龍介 役）
サポートバンド
作中でも正規メンバーはボーカルの2人のみで、サポートバンド（存在、ならびに演奏技術の優秀さについて言及されているが、登場はしない）の演奏によってライブをしている。そのため、リアルライブに登場するサポートバンドも、他のバンドとは異なりキャラクターの扮装をしていない。
Gt.加藤貴之 / Gt.Ray（STRIX）/ Ba.明希（シド）/ Dr.MOTOKATSU/KENZO

#### 参加ライブ
| # | 開催年 | タイトル                                     | 共演      | 公演日・会場                    |
| - | ------ | -------------------------------------------- | --------- | ------------------------------- |
| 1 | 2024年 | APOLLO RECORDS LIVE 2024 - We are the Star - | Argonavis | 全1公演：1月18日 Zepp Divercity |

## テレビアニメ

### 『アルゴナビス from BanG Dream!』
2020年4月から7月まで、毎日放送・TBS系列『スーパーアニメイズム』枠ほかにて放送された。
放送前の同年2月8日から2月29日まで、特別ミニ番組『アルゴナビス from BanG Dream! アニメ直前スペシャル』が同枠内にて放送。出演はArgonavis。

#### 特色
シナリオ
蓮の目線で物語が描かれている。蓮と他のメンバーや旭那由多との交流の中で、印象がどう変化していくかが意識して描かれ、キャラクターのその時々の感情の動きが重視されている。
ビジュアル
全編を通して3DCGで描画されており、劇中の演奏シーンは担当声優によるモーションキャプチャが用いられている。リアルライブで見られるキャストの動きと、キャラクターの動きとを一体化させる意図から。
第8話の蓮と那由多が共に歌うシーンではモーションキャプチャの収録も同時に行われ、試行錯誤の末、すべてアドリブで収録したテイクが採用された。演奏後の息を整える動きまで本編に使用されている。
楽器の再現度も高く、ドラムのパーツの形状やライブ用のマイキング（マイクの配置）もしっかり描写されている。
音楽
大半の話数でライブシーンが描かれる。挿入歌にはTVアニメ用の新曲の他に既存発表曲も使用され、物語の中で楽曲に込められた意味がわかるようになっている。
劇伴音楽は、キャラクターたちの演奏楽曲と差別化するために、弦楽器などを中心としたバンドサウンドとは異なる楽曲になっている。

#### スタッフ[157]
- 原作・製作 - ブシロード
- 監督 - 錦織博
- 副監督 - 植高正典
- ストーリー原案 - 中村航
- シリーズ構成 - 毛利亘宏
- メインキャラクター原案 - 三好輝
- モデリングディレクター - 鈴木大介
- リギングディレクター - 矢代奈津子
- 美術監督 - 田島裕
- 美術設定 - 多田周平
- 色彩設計 - 北川順子
- 撮影監督 - 林翔子
- リードCGディレクター - 小川晴代
- 編集 - 榎田美咲
- 音響監督 - ひらさわひさよし、古屋智子
- 音楽 - 高橋諒
- 音楽プロデューサー - 北岡那之、山田公平
- プロデューサー - 村上一馬、山下祐季、亀井博司
- アニメーションプロデューサー - 松浦裕暁
- アニメーション制作 - サンジゲン
- 制作協力 - ディー・エヌ・エー

#### 主題歌

##### オープニングテーマ
「星がはじまる」 - Argonavis
作詞 - 中村航・田淵智也（UNISON SQUARE GARDEN）  / 作曲 - 田淵智也 /  編曲 - 渡辺拓也
第1 - 6・10・12話のオープニングテーマ。
「SCATTER」 - GYROAXIA
作詞 -  SHiNNOSUKE（ROOKiEZ is PUNK'D/S.T.U.W） / 作曲・編曲 - UZ（SPYAIR/S.T.U.W）
第7 - 9・11話のオープニングテーマ。第7・10話の挿入歌、第8話のライブシーンにも使用。

##### エンディングテーマ
「雨上がりの坂道」 - Argonavis
作詞 - 中村航  / 作曲・編曲  - 渡辺拓也
第1 - 2・4 - 6・10・12 - 13話のエンディングテーマ。
「LIAR」 - GYROAXIA
作詞・作曲・編曲 -   ASH DA HERO
第7・9・11話のエンディングテーマ。
「AAside」 - Argonavis
作詞 - 中村航  / 作曲・編曲  - 渡辺拓也
再放送版第1 - 2・4 ・ 6・9 - 13話のエンディングテーマ。第5話では「AAside CROSSING Ver.」のバージョンを使用。

#### 各話リスト
| 話数 | サブタイトル   | シナリオ   | 絵コンテ              | 演出       | CGディレクター | 作画監督                                          | 初放送日       |
| ---- | -------------- | ---------- | --------------------- | ---------- | -------------- | ------------------------------------------------- | -------------- |
| #01  | 光あるところへ | 毛利亘宏   | 錦織博                | 小川晴代   | 小川晴代       | 茶之原拓也 依田祐輔                               | 2020年 4月11日 |
| #02  | 天才と熱狂     | 毛利亘宏   | 錦織博                | 奥川尚弥   | 奥川尚弥       | 茶之原拓也                                        | 4月18日        |
| #03  | 僕たちの出航   | 毛利亘宏   | 杉島邦久              | 西野弘泰   | 西野弘泰       | 茶之原拓也                                        | 4月25日        |
| #04  | 夢と現実の間に | 毛利亘宏   | 増田敏彦 錦織博       | 大森大地   | 大森大地       | 茶之原拓也 依田祐輔                               | 5月2日         |
| #05  | 過去からの決別 | 毛利亘宏   | なかの★陽 錦織博      | 森田紘吏   | 森田紘吏       | 茶之原拓也                                        | 5月9日         |
| #06  | 流星雨         | 毛利亘宏   | 杉島邦久              | 志賀健太郎 | 志賀健太郎     | 茶之原拓也                                        | 5月16日        |
| #07  | 波間を越えて   | 後藤みどり | 錦織博                | 西野弘泰   | 西野弘泰       | 茶之原拓也 八森優香 依田祐輔                      | 5月23日        |
| #08  | 共鳴           | 後藤みどり | 錦織博 植高正典       | 小山晴代   | 小山晴代       | 茶之原拓也 八森優香 依田祐輔                      | 5月30日        |
| #09  | 未知への挑戦   | 毛利亘宏   | まつぞのひろし 錦織博 | 志賀健太郎 | 志賀健太郎     | 茶之原拓也                                        | 6月6日         |
| #10  | 限界突破！     | 毛利亘宏   | 増田敏彦 錦織博       | 奥川尚弥   | 奥川尚弥       | 茶之原拓也 大峰誠也                               | 6月13日        |
| #11  | 運命の場所へ   | 後藤みどり | 錦織博                | 森田紘吏   | 森田紘吏       | 茶之原拓也 八森優香 依田祐輔 大峰誠也 Shin Joseph | 6月20日        |
| #12  | ゴールライン   | 毛利亘宏   | 錦織博                | 西野弘泰   | 西野弘泰       | 茶之原拓也 八森優香 大峰誠也                      | 6月27日        |
| #13  | Pray           | 毛利亘宏   | 錦織博                | 小山晴代   | 小山晴代       | 茶之原拓也 依田祐輔 大峰誠也                      | 7月4日         |

#### 放送局
| 放送期間               | 放送時間                     | 放送局        | 対象地域 | 備考                                                   |
| ---------------------- | ---------------------------- | ------------- | -------- | ------------------------------------------------------ |
| 2020年4月11日 - 7月4日 | 土曜 1:25 - 1:55（金曜深夜） | TBS系列全28局 | 日本国内 | 字幕放送 / 連動データ放送 / 『スーパーアニメイズム』枠 |
|                        | 土曜 20:00 - 20:30           | AT-X          | 日本全域 | CS放送 / リピート放送あり                              |

| 配信開始日 | 配信時間 | 配信サイト                                                                                          | 備考       |
| ---------- | -------- | --------------------------------------------------------------------------------------------------- | ---------- |
| （不明）   | （不明） | TVer MBS動画イズム GYAO!                                                                            | 見逃し配信 |
|            |          | U-NEXT アニメ放題 dアニメストア ビデオマーケット DMM.com COCORO VIDEO music.jp GYAO!ストア ひかりTV |            |

| 毎日放送制作・TBS系列 スーパーアニメイズム おしり                                  | 毎日放送制作・TBS系列 スーパーアニメイズム おしり  | 毎日放送制作・TBS系列 スーパーアニメイズム おしり                              |
| 前番組                                                                             | 番組名                                             | 次番組                                                                         |
| ---------------------------------------------------------------------------------- | -------------------------------------------------- | ------------------------------------------------------------------------------ |
| ネコ戦隊びたたま                                                                   | アルゴナビス from BanG Dream! アニメ直前スペシャル | ロノー先生の悪魔な神授業                                                       |
| 毎日放送制作・TBS系列 スーパーアニメイズム                                         |                                                    |                                                                                |
| ハイキュー!! TO THE TOP（第1クール）ロノー先生の悪魔な神授業 - ※ここまで"おしり"枠 | アルゴナビス from BanG Dream!                      | 彼女、お借りします（第1期）GETUP! GETLIVE! #げらげら - ※ここから再び"おしり"枠 |

## 劇場アニメ

### 流星のオブリガート
テレビアニメに新作シーンを加えて再構成した内容。蓮の視点から物語が描かれたテレビアニメに対し、他の人物の内面も語られているほか、追加シーンや流れが変更された部分がある。
また、「絶えず進化しているキャストたちの旬な部分を捉えるべき」という意図から、全編新規アフレコが行われている。収録は舞台「ARGONAVIS the Live Stage」の公演直後に行われた。

#### スタッフ[160]
- 監督 - 森川滋
- 脚本 - 毛利亘宏
- メインキャラクター原案 - 三好輝
- 音楽 - 高橋諒
- アニメーション制作 - サンジゲン
- 製作 - ブシロード、ウルトラスーパーピクチャーズ
- 配給 - ブシロードムーブ

#### 主題歌
「きっと僕らは」 - Argonavis
作詞 - 中村航・田淵智也（UNISON SQUARE GARDEN）  / 作曲 - 田淵智也 /  編曲 - 渡辺拓也
オープニングテーマ。
「火花散ル」 - GYROAXIA
作詞・作曲・編曲 - 氏原ワタル
エンディングテーマ。

### AXIA
2023年3月24日公開。GYROAXIAに焦点を当てた完全新作。

#### あらすじ
札幌で活動する人気ロックバンド・GYROAXIA。だが、ボーカル・旭那由多は父であり世界的ロックシンガーである「伊龍恒河」と過ごした幼少期の思い出に苦しめられていた。
一方、東京進出が決まったGYROAXIAに突如「解散」の噂が流れる。メンバーは衝突し、空中分解しかける。そんな中、元マネージャー・摩周慎太郎の暗躍により、密かに伊龍恒河が帰国していた…。

#### スタッフ[163]
- 監督 - 森川滋
- 脚本 - 毛利亘宏
- メインキャラクター原案 - 三好輝
- 音楽 - 高橋諒
- アニメーション制作 - サンジゲン
- 製作 - アルゴナビス、ウルトラスーパーピクチャーズ
- 配給 - ブシロードムーブ

#### 主題歌
「DANCING PARANOIA」 - GYROAXIA
作詞 - 吾龍 / 作曲・編曲 - 神田ジョン (PENGUIN RESEARCH)
オープニングテーマ。
「MILESTONE」 - GYROAXIA
作詞 - ASH DA HERO / 作曲 - 御恵明希(シド) / 編曲 - 御恵明希(シド)・加藤貴之
エンディングテーマ。

#### 挿入歌
「Ragnarök」 - SYANA
「Ragnarök Ren Nanahoshi Ver.」- 七星 蓮 from Argonavis
作詞 - ASH DA HERO / 作曲 - 御恵明希(シド) / 編曲 - 御恵明希(シド)・加藤貴之
「Ragnarök GYROAXIA Ver.」- GYROAXIA
作詞 - ASH DA HERO / 作曲 - 御恵明希(シド) / 編曲 - YOUSAY

## ゲームアプリ

### アルゴナビス from BanG Dream! AAside
スマートフォン向けアプリケーションゲーム。ジャンルはリズム&アドベンチャーゲーム。略称は「ダブエス」。
TVアニメの続きの物語となっており、Argonavisが上京するシーンからスタートする。メインストーリーはYouTubeチャンネルにて公開されている。
2021年1月14日より配信が開始された。運営体制見直しのため、2022年1月31日をもってサービスを終了。

#### あらすじ
世界進出へのチャンスをかけアマチュアバンドがしのぎを削る、バンドの祭典「ライブ・ロワイヤル・フェス」への出場が決まったArgonavis。同じく地方から上京してきた他のバンドとの出会いが、運命を大きく変えていく。

#### 登場人物
『Fantôme Iris』、『風神RIZING！』、『εpsilonΦ』は本作から大きく登場。

#### スタッフ（ダブエス）
- 原作・企画 - ブシロード
- ストーリー原案 - 中村航
- シナリオ原案・監修 - 毛利亘宏
- メインキャラクター原案 - 三好輝
- 企画・開発・運営 - DeNA

### アルゴナビス -キミが見たステージへ-
スマートフォン向けアプリケーションゲーム。ジャンルはバンド育成ゲーム。略称は「キミステ」。開発・運営はアンビション。
これまでの登場人物に新キャラクターを加え、『ダブエス』の物語のその後の世界が描かれる。キャッチコピーは「掴み取れ、運命のその先を――」。
『ダブエス』と本作『キミステ』の間の物語が、ボイスドラマとしてYouTubeにて配信されている。
2024年2月7日よりサービスを開始。
2024年11月30日をもってサービスを終了した。

#### あらすじ（キミステ）
「ライブ・ロワイヤル・フェス」が中止になり、それぞれに地道な活動を続けていたArgonavisら出場バンドたち。音楽を続ける覚悟を決めて、それぞれ3つのレーベルからメジャーデビューすることとなった。
一方、淀川麟太郎・天王寺龍介は、過去のライブ・ロワイヤル・フェスで優勝したものの、バンドを解散してしまう。残った2人で「ST//RAYRIDE」を結成し、再び音楽の世界へ挑む。
「僕たちはなぜ、音楽を届け続けたいのだろう」

#### スタッフ（キミステ）
- 原作・企画 - アルゴナビス
- 企画・配信 - ブシロード
- 開発 - アンビション[166]

#### システム（キミステ）
主要機能の一部を抜粋。

##### ストーリー
- メインストーリー

メインキャラたちがプロの世界に飛び込み、社会に揉まれ己と向き合う物語が描かれる。
- ミュージックストーリー[168]

「ミュージックコイン」で楽曲を入手すると読むことができる、楽曲の制作過程を描いたストーリー。入手した楽曲のdemo版（キャラクターが作ったという体のデモ版）がストーリー内で挿入歌に用いられており、楽曲をより深く楽しめる。ボーカル以外のメンバーが歌っていたり、ややアレンジや歌詞が異なったりと、違いを楽しむことが可能。
- メッセージ

キャラクターのグループチャットに参加できる機能。カードを獲得するとそのカードに関連したチャットが見られる。

##### メモリー
- キャラクター

キャラクターごとにプロフィール、開放されたボイス、入手した衣装などをまとめて見ることができる。誕生から上京までの出来事をまとめた「ヒストリー」も記載。
- ミュージック

入手した楽曲を聴くことができるミュージックプレイヤーモード。また、お気に入り登録した楽曲はホーム画面などでBGMとして流れる。

##### プロデュース
- プロデュース

育成シミュレーションゲームのモード。メインにするプロデュース対象のキャラを選び、サポートキャラのスキルを付与させたり、スキルを活用してパラメーターを上げたりと、デッキの創意工夫が求められるゲーム。
プロデュース中には主人公のアシスタントプロデューサーがキャラクターをサポートし、ライブへ挑むストーリーを読むことができる。選択肢でリアクションと得られるパラメーターが変わる。
- フェス[167]

育成したライブキャラで対決するモード。他のユーザー（リアルタイム対戦ではなく編成のデータ）と対決できる。対決結果に応じてダイヤを含むアイテムを入手できる。一定期間でランキングを争い、報酬（ダイヤなど）を入手できる。期間ごとに選べる楽曲と、重視されるステータスが変わる。
- 腕試し

NPCと対決するモード。勝利するとダイヤやガチャチケットを入手できる。期間限定で「スペシャル腕試し」も不定期に開催される。
- お仕事

設定して一定時間が経過すると経験値やアイテムが得られる放置ゲームモード。

## 舞台
メインキャラをアニメやゲームと同じキャストが演じる。舞台にはバンドセットが組まれ、ライブシーンではリアルライブと同じくキャストによる生演奏が繰り広げられる。略称は「ナビステ」。

### 公演リスト
第1弾「ARGONAVIS the Live Stage」
2021年6月24日 - 6月27日：シアター1010
TVアニメの物語を追体験できるストーリーとなっている。
第2弾「ARGONAVIS the Live Stage2 ～目醒めの王者と恒星のプログレス～」
2023年2月18日 - 2月20日：東京建物 Brillia HALL
2023年2月24日 - 2月26日：AiiA 2.5 Theater Kobe
アプリ『AAside』のその後のArgonavis・GYROAXIAを描いた、『キミが見たステージへ』へつながる新作ストーリー。小説『目醒めの王者』にて描かれた「GYROAXIA結成時の出来事」を回想する構成になっている。

#### スタッフ
- 脚本 • 演出 – 毛利亘宏

「ARGONAVIS the Live Stage」
- 主催 – ブシロード
- 原作 –  アニメ『アルゴナビス from BanG Dream!』

「ARGONAVIS the Live Stage2 ～目醒めの王者と恒星のプログレス～」
- 主催 – ARGONAVIS the Live Stage製作委員会
- 原作 –  小説『ARGONAVIS from BanG Dream! 目醒めの王者』、『from ARGONAVIS』

#### 出演
- 七星 蓮 - 伊藤昌弘
- 五稜結人 - 日向大輔
- 的場航海 - 前田誠二
- 桔梗凛生 - 森嶋秀太
- 白石万浬 - 橋本祥平

- 旭 那由多 - 小笠原仁
- 里塚賢汰 - 橋本真一
- 美園礼音 - 真野拓実
- 曙 涼 - 秋谷啓斗
- 界川深幸 - 宮内告典

- 摩周慎太郎 - 輝馬（第1弾）→ 益永拓弥（第2弾）
- 古澤嘉寿樹 - 井俣太良（第2弾）

## 小説

### ARGONAVIS from BanG Dream!　目醒めの王者
- 著者 - 華南恋
- レーベル - JUMP j BOOKS
- 発売日 - 2020年6月4日
- ISBN 978-4-08-703496-7

TVアニメ以前の、『GYROAXIA』結成にまつわる物語が描かれる。カバーはアプリ『AAside』のスタッフによる描き下ろし。
舞台第2弾『ARGONAVIS the Live Stage2 ～目醒めの王者と恒星のプログレス～』の一部は本作を原作としている。

## 漫画
複数の漫画連載のほか、イベントの来場者特典で配布されたコミックや、Twitterに掲載された1ページ漫画などがある。

### ぷちゴナビス
- 漫画 - 渡空燕丸
- 掲載誌 - 月刊ブシロード

2019年12月号より2023年3月号まで連載。SDキャラクターによる4コマ漫画。雑誌、Webメディアなどに出張版が掲載されることもある。全3巻。
作者によって作品に使われた元ネタの解説が行われている。TVアニメ〜『AAside』の世界観・時間軸で描かれた。
| 巻 | 発売日        | ISBN              |
| -- | ------------- | ----------------- |
| 1  | 2020年12月8日 | 978-4-04-899473-6 |
| 2  | 2022年2月28日 | 978-4-04-899514-6 |
| 3  | 2023年5月8日  | 978-4-04-899563-4 |

### ARGONAVIS from BanG Dream!（コミック）
- 漫画 - 宮島京平
- 掲載 - 少年ジャンプ+

2020年8月11日より2021年3月23日まで連載。TVアニメのコミカライズだが、中盤以降はTVアニメと異なる展開が描かれる。全2巻。
| 巻 | 発売日       | ISBN              |
| -- | ------------ | ----------------- |
| 1  | 2021年1月4日 | 978-4-08-882566-3 |
| 2  | 2021年6月4日 | 978-4-08-882679-0 |

### フロム アルゴナビス ファントムごはん
- 漫画 - さおとめあげは
- 掲載 - コミックブシロードWEB

2021年8月13日より『アルゴナビス from BanG Dream! AAside ファントムごはん』として連載開始。2022年2月以降、プロジェクト名変更に伴い現タイトルに変更し、2022年11月25日まで連載。全2巻。
Fantôme Irisが主人公となり、さまざまな料理を作るグルメ漫画。ゲストキャラとして他のバンドのキャラクターが登場し、料理や食事をする回もある。
| 巻 | 発売日        | ISBN              |
| -- | ------------- | ----------------- |
| 1  | 2022年2月28日 | 978-4-04-899515-3 |
| 2  | 2023年2月8日  | （電子のみ）      |

## ラジオ

### Argonavis ラジオライン
2019年6月11日よりHiBiKi Radio Stationにて配信。U-NEXTでは出張版が配信されており、現在も視聴可能。2020年8月25日、最終回を配信。

#### パーソナリティ
- 日向大輔（Argonavis 五稜結人 役）
- 前田誠二（Argonavis 的場航海 役）

最終回では2人に「初代パーソナリティ」のTシャツが贈られた。
GYROAXIA ラジオライン
第30回（2020年6月9日）のみ、1st Single「SCATTER」リリース記念としてGYROAXIAのメンバーがパーソナリティを務めた。
- 小笠原仁（旭那由多 役）
- 真野拓実（美園礼音 役）

#### 配信日
- 2019年6月 - 2020年3月、7月 - 8月 : 第2・第4火曜日
- 2020年4月 - 6月 : 毎週火曜日

| ラジオライン ゲスト一覧                                             | ラジオライン ゲスト一覧 | ラジオライン ゲスト一覧                               |
| 出演回                                                              | ゲスト                  | 役                                                    |
| ------------------------------------------------------------------- | ----------------------- | ----------------------------------------------------- |
| 第1回 第5回 第24 - 25回 第28 - 29回 第37回 U-NEXT版出張 第1回 第3回 | 伊藤昌弘                | 七星蓮                                                |
| 第2回 第6回 第31回 第35回                                           | 森嶋秀太                | 桔梗凛生                                              |
| 第3回 第21 - 22回 第36回                                            | 橋本祥平                | 白石万浬                                              |
| 第7回                                                               | 野津山幸宏              | 士導イヅル (カードファイト!! ヴァンガード エクス)     |
| 第8回                                                               | 古川慎                  | 新導ライブ (カードファイト!! ヴァンガード 新右衛門編) |
| 第9回                                                               | ASH DA HERO             | -                                                     |
| 第9回                                                               | 伊藤昌弘                | 七星蓮                                                |
| 第11回                                                              | 小笠原仁                | 旭那由多                                              |
| 第11回                                                              | ランズベリー・アーサー  | フェリクス・ルイ=クロード・モンドール                 |
| 第11回                                                              | 福山潤                  | 洲崎遵                                                |
| 第12回                                                              | 鮎川太陽                | 楠大門                                                |
| 第13回                                                              | 伊藤昌弘                | 七星蓮                                                |
| 第13回                                                              | 小笠原仁                | 旭那由多                                              |
| 第15回                                                              | 真野拓実                | 美園礼音                                              |
| 第15回                                                              | 和田将弥                | 黒川燈                                                |
| 第16回                                                              | 中島ヨシキ              | 神ノ島風太                                            |
| 第17回 第32回                                                       | 酒井広大                | 若草あおい                                            |
| 第18回                                                              | 榊原優希                | 宇治川紫夕                                            |
| 第19 - 20回                                                         | 森嶋秀太                | 桔梗凛生                                              |
| 第19 - 20回                                                         | 宮内告典                | 界川深幸                                              |
| 第23回                                                              | 秋谷啓斗                | 曙涼                                                  |
| 第26-27回 U-NEXT出張版 第2回                                        | 橋本真一                | 里塚賢汰                                              |
| 第34回                                                              | 毛利亘宏                | -                                                     |

### ARGONAVIS from BanG Dream! AAside ラジオ・ロワイヤル・フェス
2020年3月13日より、HiBiKi Radio Stationにて毎月第1・第3金曜日配信。2021年8月20日、最終回が配信。
主にアプリ『AAside』に関する情報を発信。冒頭にキャラクターによる会話劇のボイスドラマ、コーナーとしてキャラクターに悩み相談ができる「ダブルエーサイド相談室」があった。

#### パーソナリティ
毎月異なるキャストがパーソナリティを担当。2020年5〜6月は、新型コロナウィルス感染拡大の影響で休止していた。
| ラジオ・ロワイヤル・フェス パーソナリティ一覧 | ラジオ・ロワイヤル・フェス パーソナリティ一覧 | ラジオ・ロワイヤル・フェス パーソナリティ一覧 | ラジオ・ロワイヤル・フェス パーソナリティ一覧 | ラジオ・ロワイヤル・フェス パーソナリティ一覧 |
| 配信年                                        | 配信月                                        | パーソナリティ                                | バンド                                        | 役                                            |
| --------------------------------------------- | --------------------------------------------- | --------------------------------------------- | --------------------------------------------- | --------------------------------------------- |
| 2020年                                        | プレ配信                                      | 伊藤昌弘                                      | Argonavis                                     | 七星蓮                                        |
| 2020年                                        | プレ配信                                      | 小笠原仁                                      | GYROAXIA                                      | 旭那由多                                      |
| 2020年                                        | 4月                                           | 中島ヨシキ                                    | 風神RIZING！                                  | 神ノ島風太                                    |
| 2020年                                        | 4月                                           | 酒井広大                                      | 風神RIZING！                                  | 若草あおい                                    |
| 2020年                                        | 7月                                           | 伊藤昌弘                                      | Argonavis                                     | 七星蓮                                        |
| 2020年                                        | 7月                                           | 小笠原仁                                      | GYROAXIA                                      | 旭那由多                                      |
| 2020年                                        | 8月                                           | 榊原優希                                      | εpsilonΦ                                      | 宇治川紫夕                                    |
| 2020年                                        | 8月                                           | 市川太一                                      | εpsilonΦ                                      | 二条奏                                        |
| 2020年                                        | 9月                                           | ランズベリー・アーサー                        | Fantôme Iris                                  | フェリクス・ルイ＝クロード・モンドール        |
| 2020年                                        | 9月                                           | 和田将弥                                      | Fantôme Iris                                  | 黒川燈                                        |
| 2020年                                        | 10月                                          | 真野拓実                                      | GYROAXIA                                      | 美園礼音                                      |
| 2020年                                        | 10月                                          | 宮内告典                                      | GYROAXIA                                      | 界川深幸                                      |
| 2020年                                        | 11月                                          | 前田誠二                                      | Argonavis                                     | 的場航海                                      |
| 2020年                                        | 11月                                          | 橋本祥平                                      | Argonavis                                     | 白石万浬                                      |
| 2020年                                        | 12月                                          | 森嶋秀太                                      | Argonavis                                     | 桔梗凛生                                      |
| 2020年                                        | 12月                                          | 阿部敦                                        | 風神RIZING！                                  | 早坂絋平                                      |
| 2021年                                        | 1月                                           | 酒井広大                                      | 風神RIZING！                                  | 若草あおい                                    |
| 2021年                                        | 1月                                           | 立花慎之介                                    | εpsilonΦ                                      | 烏丸玲司                                      |
| 2021年                                        | 2月                                           | 小笠原仁                                      | GYROAXIA                                      | 旭那由多                                      |
| 2021年                                        | 2月                                           | ランズベリー・アーサー                        | Fantôme Iris                                  | フェリクス・ルイ＝クロード・モンドール        |
| 2021年                                        | 3月                                           | 和田将弥                                      | Fantôme Iris                                  | 黒川燈                                        |
| 2021年                                        | 3月                                           | 峰岸佳                                        | εpsilonΦ                                      | 鞍馬唯臣                                      |
| 2021年                                        | 4月                                           | 日向大輔                                      | Argonavis                                     | 五稜結人                                      |
| 2021年                                        | 4月                                           | 真野拓実                                      | GYROAXIA                                      | 美園礼音                                      |
| 2021年                                        | 5月                                           | 金子誠                                        | 風神RIZING！                                  | 椿大和                                        |
| 2021年                                        | 5月                                           | 梶原岳人                                      | εpsilonΦ                                      | 二条遥                                        |
| 2021年                                        | 6月                                           | 前田誠二                                      | Argonavis                                     | 的場航海                                      |
| 2021年                                        | 6月                                           | 橋本真一                                      | GYROAXIA                                      | 里塚賢汰                                      |
| 2021年                                        | 7月                                           | ランズベリー・アーサー                        | Fantôme Iris                                  | フェリクス・ルイ＝クロード・モンドール        |
| 2021年                                        | 7月                                           | 福山潤                                        | Fantôme Iris                                  | 洲崎遵                                        |
| 2021年                                        | 8月                                           | 伊藤昌弘                                      | Argonavis                                     | 七星蓮                                        |
| 2021年                                        | 8月                                           | 小笠原仁                                      | GYROAXIA                                      | 旭那由多                                      |

### ARGONAVIS ナビゲーターラジオ
2020年10月12日からニッポン放送にて、毎週月曜日 20:00 - 20:30に放送。また、HiBiKi Radio Stationにて翌火曜日に配信。2022年3月28日、放送終了。

#### パーソナリティ
- 伊藤昌弘（七星蓮 役）
- 小笠原仁（旭那由多 役）

### from ARGONAVIS アルゴナビスラジオクルーズ supported by ヴァイスシュヴァルツブラウ
K-mix（静岡FM）にて毎週木曜日21:30 - 22:00に放送、HiBiKi Radio Stationにて翌金曜日に配信されている。2022年10月6日放送開始。
ヴァイスシュヴァルツブラウの提供により制作されている。略称・ハッシュタグは「ナビくる」。
お便りやコーナーでのトークのほか、FMラジオらしく音楽を流すコーナーが多い。リスナーの青春の曲を紹介する「青春ヨーソロー」やお別れの曲としてパーソナリティの好きな曲をかける「アンカーソング」などのコーナーでは、プロジェクト外の楽曲を放送している。また、HiBiKi Radio Stationでの配信版では、放送の尺に収まらなかった部分まで含めたフル尺でアンカーソングを配信している。
2023年、第8回アニラジアワードにて「BEST COOL RADIO かっこいいラジオ賞」を受賞。

#### パーソナリティ
- 前田誠二（Argonavis 的場航海 役）
- 真野拓実（GYROAXIA 美園礼音 役）

#### ゲスト
| 放送年 | 放送日   | ゲスト                 | 役         | 備考                       |
| ------ | -------- | ---------------------- | ---------- | -------------------------- |
| 2022年 | 12月29日 | 伊藤昌弘               | 七星蓮     |                            |
| 2023年 | 2月9日   | 森嶋秀太               | 桔梗凛生   |                            |
| 2023年 | 5月11日  | 日向大輔               | 五稜結人   |                            |
| 2023年 | 7月13日  | 小笠原仁               | 旭那由多   |                            |
| 2023年 | 7月20日  | 小笠原仁               | 旭那由多   |                            |
| 2023年 | 12月28日 | 宮内告典               | 界川深幸   |                            |
| 2024年 | 7月11日  | 伊藤昌弘               | 七星蓮     | 舞台出演中の真野の代打出演 |
| 2024年 | 7月18日  | 伊藤昌弘               | 七星蓮     | 舞台出演中の真野の代打出演 |
| 2024年 | 7月25日  | ランズベリー・アーサー | フェリクス | 舞台出演中の真野の代打出演 |
| 2024年 | 8月1日   | ランズベリー・アーサー | フェリクス | 舞台出演中の真野の代打出演 |

#### イベント
| 日程          | タイトル           | 出演者            | ゲスト                                             | 会場                       | 備考                                |
| ------------- | ------------------ | ----------------- | -------------------------------------------------- | -------------------------- | ----------------------------------- |
| 2024年3月31日 | 公開収録スペシャル | 前田誠二 真野拓実 | 伊藤昌弘、森嶋秀太 宮内告典（1部） 小笠原仁（2部） | 科学技術館サイエンスホール | 4月18日、4月25日の放送で 一部を放送 |

### クレジット
1. ↑  第1作時はブシロード名義。
2. ↑  小笠原仁、橋本真一、真野拓実、秋谷啓斗、宮内告典、宮内敦士、佐藤拓也 など。
3. ↑  伊藤昌弘、日向大輔、前田誠二、 森嶋秀太、橋本祥平、谷山紀章、佐藤拓也 など。
4. ↑  ブシロード（原作）、三好輝（メインキャラクター原案）。
5. ↑  毛利亘宏（原案）、ブシロード（原作）、三好輝（メインキャラクター原案）。
6. ↑  ブシロード（原作・企画）。